# Ђовани Верацано
Ђовани Верацано (итал. Giovanni da Verrazzano; око 1485. Вал ди Греву - 1528. Антили) је био италијански истраживач Северне Америке. Први је европљанин, који је испитао источну обалу САД и открио многе значајне атлантске обале САД-а и Канаде, укључујући луку Њујорк.

## Учи поморске вештине
Рођен је у Вал ди Греву, близу Фиренце око 1485. Иако је оставио детаљан извештај о свом путовању, детаљи његова живота су већином непознати. Рођен је у породичном замку. Око 1506. отишао је у Дијеп, да се учи поморским вештинама. Ишао је на неколико крстарења по Медитерану, а посетио је и Њуфаундленд.

## Истражује пут према Пацифику
Француски краљ Франсоа I га је 1524. послао да истражи подручје између Флориде и Њуфаундленда, са задатком да се нађе пут према Пацифику. Пристао је крај Кејп Фира 1. марта. Затим је једрио дуж обала данашње Јужне Каролине и онда се окренуо поново северно. Једрећи крај обала Северне Каролине забележио је постојање унутрашњег мора, па је мислио да се ради о почетку Пацифика. У ствари радило се о естуаријима. Та његова грешка навела је картографе да нацртају Северну Америку као да је расцепљена на два дела, повезана малим копненим мостом. Читав век та грешка није била исправљена.

## Усидрио се крај Њујорка
Неколико пута се искрцавао и контактирао са Индијанцима на обали. Прошао је неколико пута крај залива Чесапик, али није га забележио. Није забележио ни постојање реке Делевар. Једрио је дуж обале данашњег Њу Џерзија и ушао је у Њујоршки залив. Усидрио се између Лонг Ајланда (енгл. Long Island) и острва Статен у самом заливу Њујорк.
Од њујоршке луке наставио је јужно обалом Лонг Ајланда и дошао је до Нарангесет залива, где је срео Нарангесет домороце. Следио је обалу источно и севернно до Мејна, кретао се обалом Нове Шкорске и вратио се у Француску пролазећи крај Њуфаундленда.
Касније Верацано је још два пута путовао у Америку. Први пут је секао дрвеће у Бразилу. Не зна се поуздано узрок Верацанове смрти. Према неким изворима убијен је 1528. на трећем путовању у Нови свет. Наводно су га убили домороци на Малим Антилима. Према другим изворима ухватили су га Шпанци и обесили као пирата у Кадизу.

## Модерна обележавања
Иако је био први Европљанин, који је боравио на источној обали САД, својевремено није био прослављен као други истраживачи сличног калибра. Донедавно су путовање Хенрија Хадсона 1609. сматрали почетком европских истраживања Њујорка. Тек од 1950-их и 1960-их Верацановоо име и репутација се враћају, тако да се један од великих мостова у Њујорка назива Веразано-Нероус по његовом имену.